# Ih Bajan-i csata

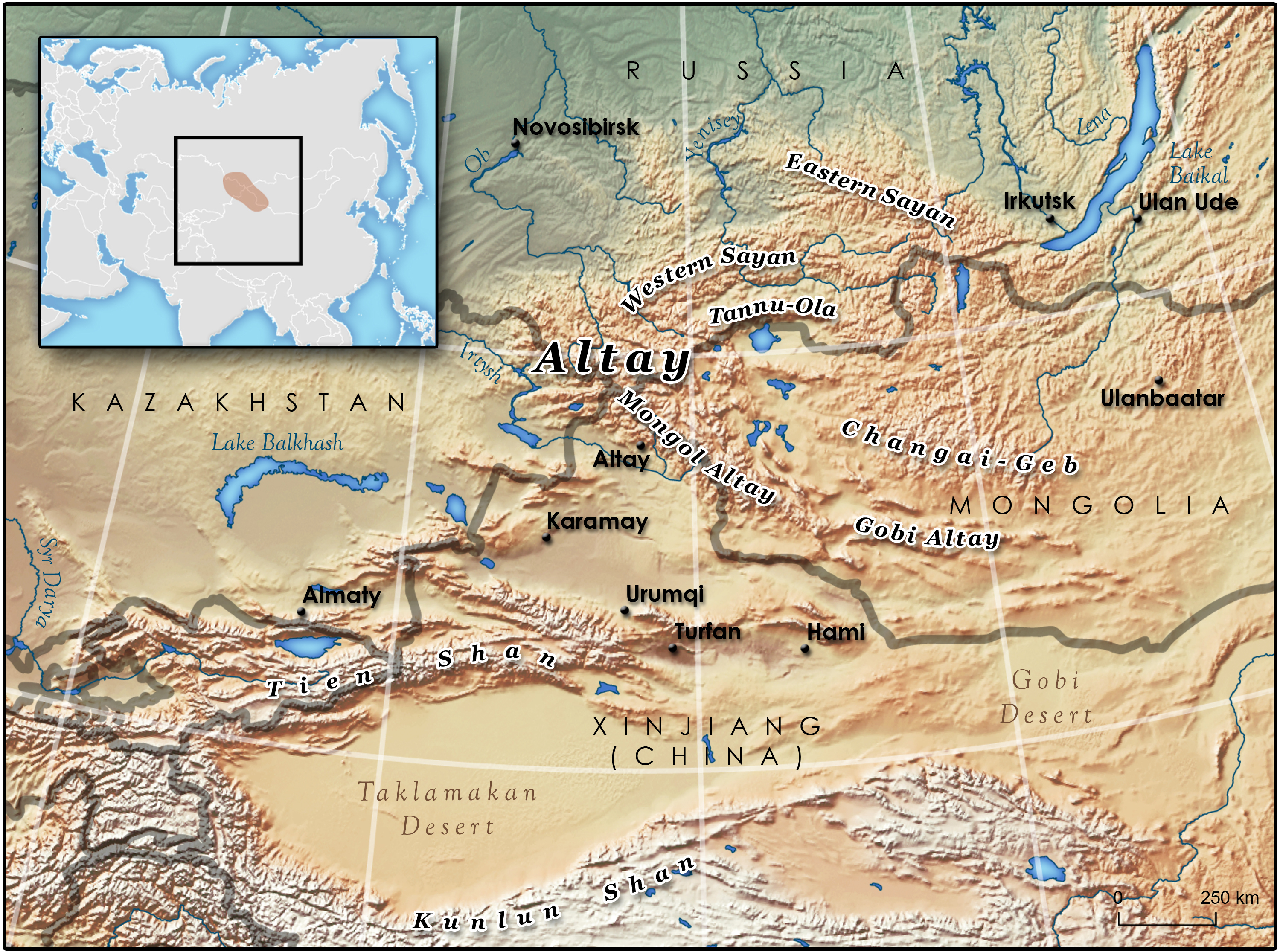

Az Ih Bajan-i csata (kínaiul: Csilosan cse csan (稽落山之戰, Jī luòshān zhī zhàn)) egy fontos hadjárat része volt, amelyet a Han-dinasztia a hunok ellen vezetett Kr. u. 89 júniusában. A csata sikeres volt a Tou Hszien (Dou Xian) által vezetett han haderő számára.

## A csata lefolyása
Kr. u. 89 júniusában a hanok – Csilu (Jilu), Manji (Manyi) és Kujang (Guyang) irányából – három oszlopban tolták fel seregüket, ami jórészt a behódolt déli hunokból állt.
Minimális ellenállással haladtak a Góbi-Altaj felé a mai Mongóliában. Egy nagyobb különítmény leszakadt tőlük és északnyugat felé indulva a hadjárat legnagyobb ütközetében legyőzte az északi sanjü (shanyu)t Ih Bajannál, majd tovább kergette őt az altaji Nurú vidékére.
Ekkor Tou Hszien (Dou Xian) seregének fő részével diadalmas körutazást tett északra, a Hangáj-hegység területére, a mai Harhorintől nyugatra. Ott felállította Janzsan (Yanran) sztélét, amellyel – ahogyan megbízója, Pan Ku (Ban Gu) történész fogalmazott – megünnepelte a sikeres hadjáratot.